# Fausto Poli
Fausto Poli (ur. 17 lutego 1581 w Cascii, zm. 7 października 1653 w Orvieto) – włoski kardynał.

## Życiorys
Urodził się 17 lutego 1581 roku w Cascii. 14 marca 1633 roku został wybrany tytularnym arcybiskupem Amasyi, a 25 lipca przyjął sakrę. Przez krótki czas pełnił funkcję nuncjusza przy infantce Marii Annie w czasie podróży z Państwa Kościelnego do Wiednia. 13 lipca 1643 roku został kreowany kardynałem prezbiterem i otrzymał kościół tytularny San Crisogono. Rok później został arcybiskupem ad personam Orvieto. Zmarł tamże 7 października 1653 roku.